# (7442) Inouehideo
(7442) Inouehideo (1995 SC5) – planetoida z pasa głównego asteroid okrążająca Słońce w ciągu 5 lat i 226 dni w średniej odległości 3,16 j.a. Została odkryta 20 września 1995 roku.